# Celio Calcagnini

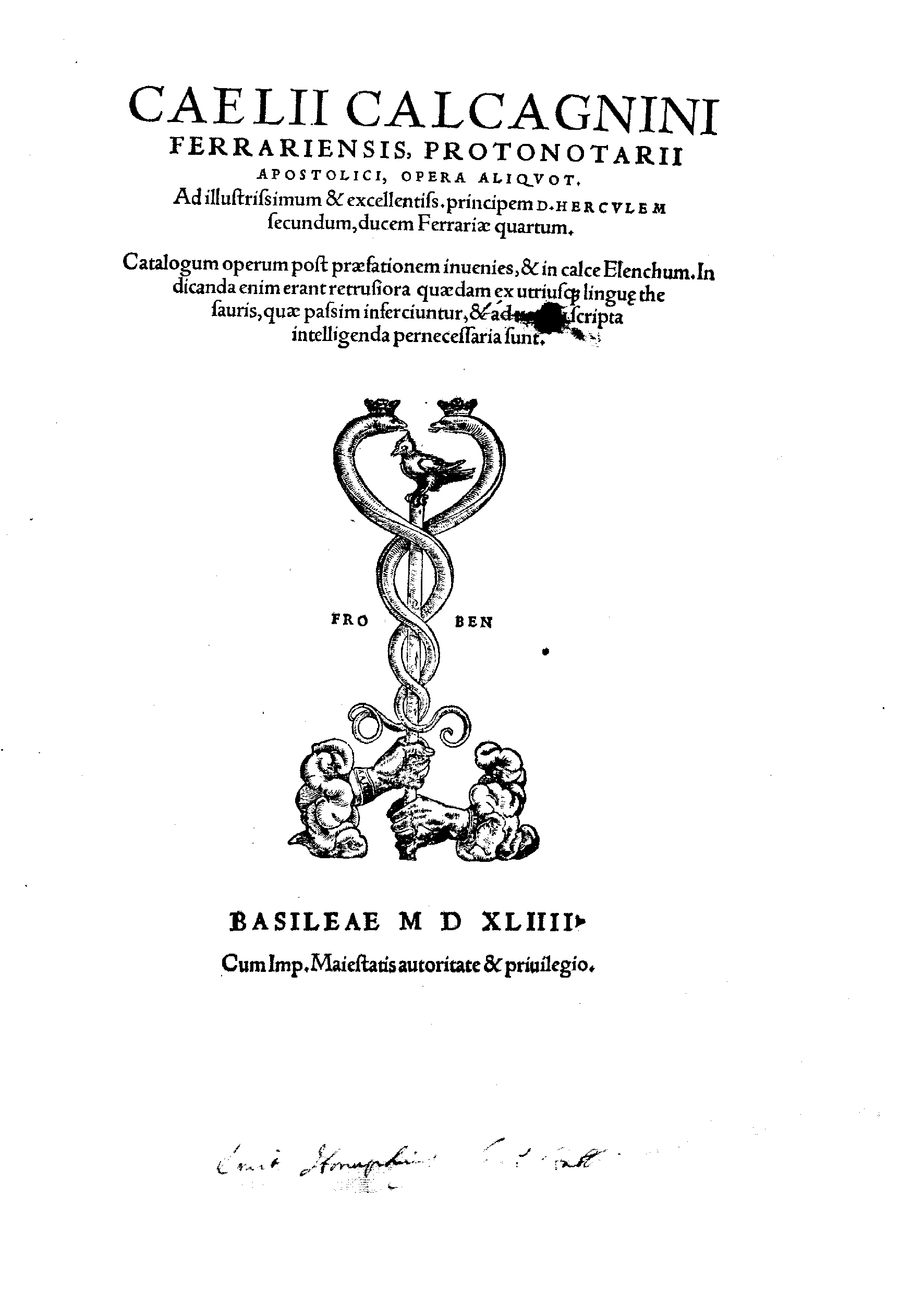
Opere, 1544

Celio Calcagnini (Ferrara, 17 september 1479 – aldaar, 24 april 1541), ook bekend als Caelius Calcagninus, was een Italiaans humanist en wetenschapper uit Ferrara. Zijn kennis, zoals die naar voren komt uit zijn verzamelde werken, strekte zich uit over een breed gebied. Calcagnini was betrokken bij een aantal belangrijke gebeurtenissen uit zijn tijd: een keizerlijke en een pauselijke oorlog, een keizerlijke verkiezing, de door Luther veroorzaakte kerkscheuring, en de controverse over de scheiding van Hendrik VIII. Tot slot leverde Calcagnini, onafhankelijk van Copernicus, een bijzondere bijdrage aan het rijpmaken van de geesten voor de nieuwe opvatting over het zonnestelsel, waarmee Copernicus uiteindelijk beroemd zou worden.

## Biografie

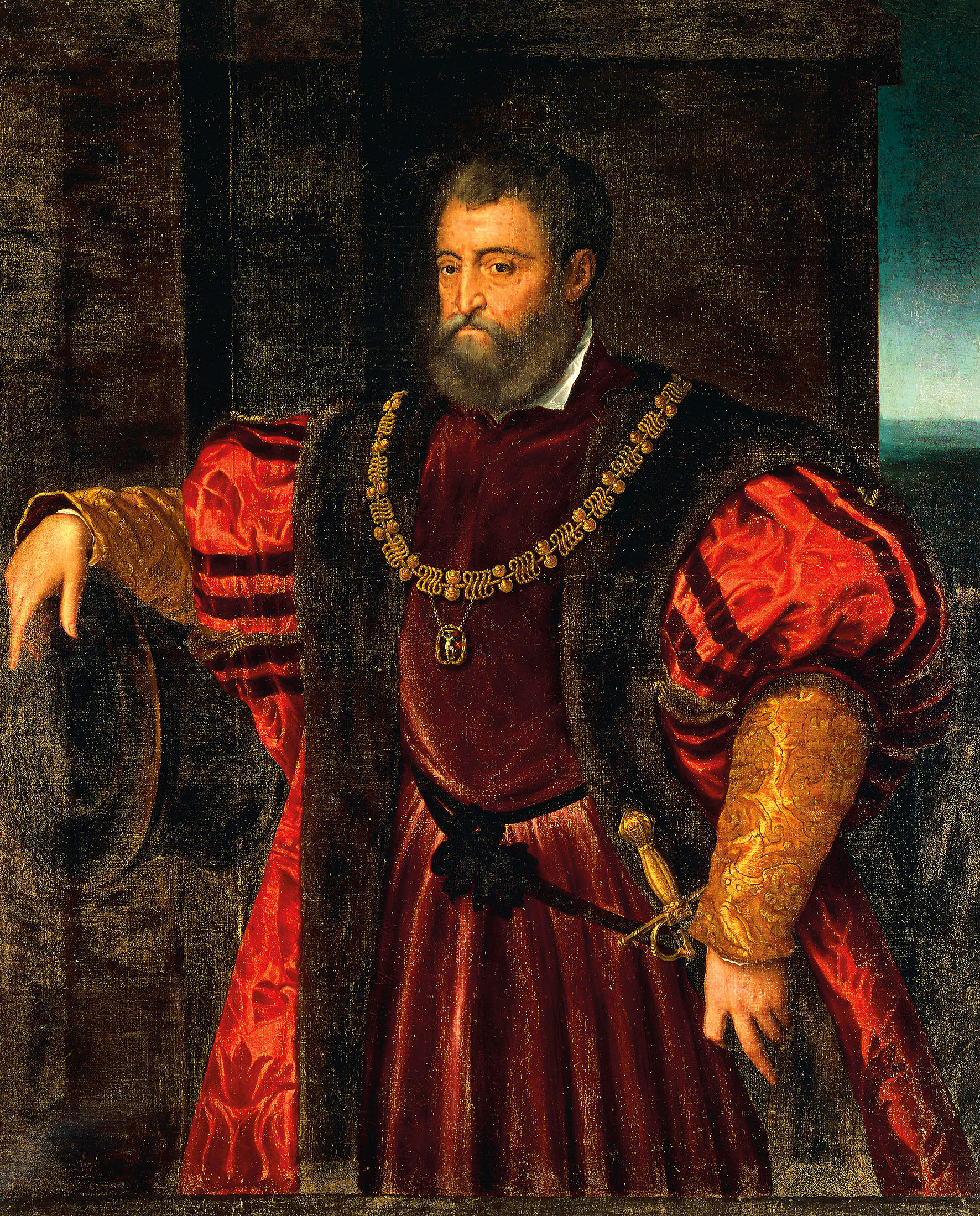
Alfonso I d'Este, bij wie Calcagnini secretaris was

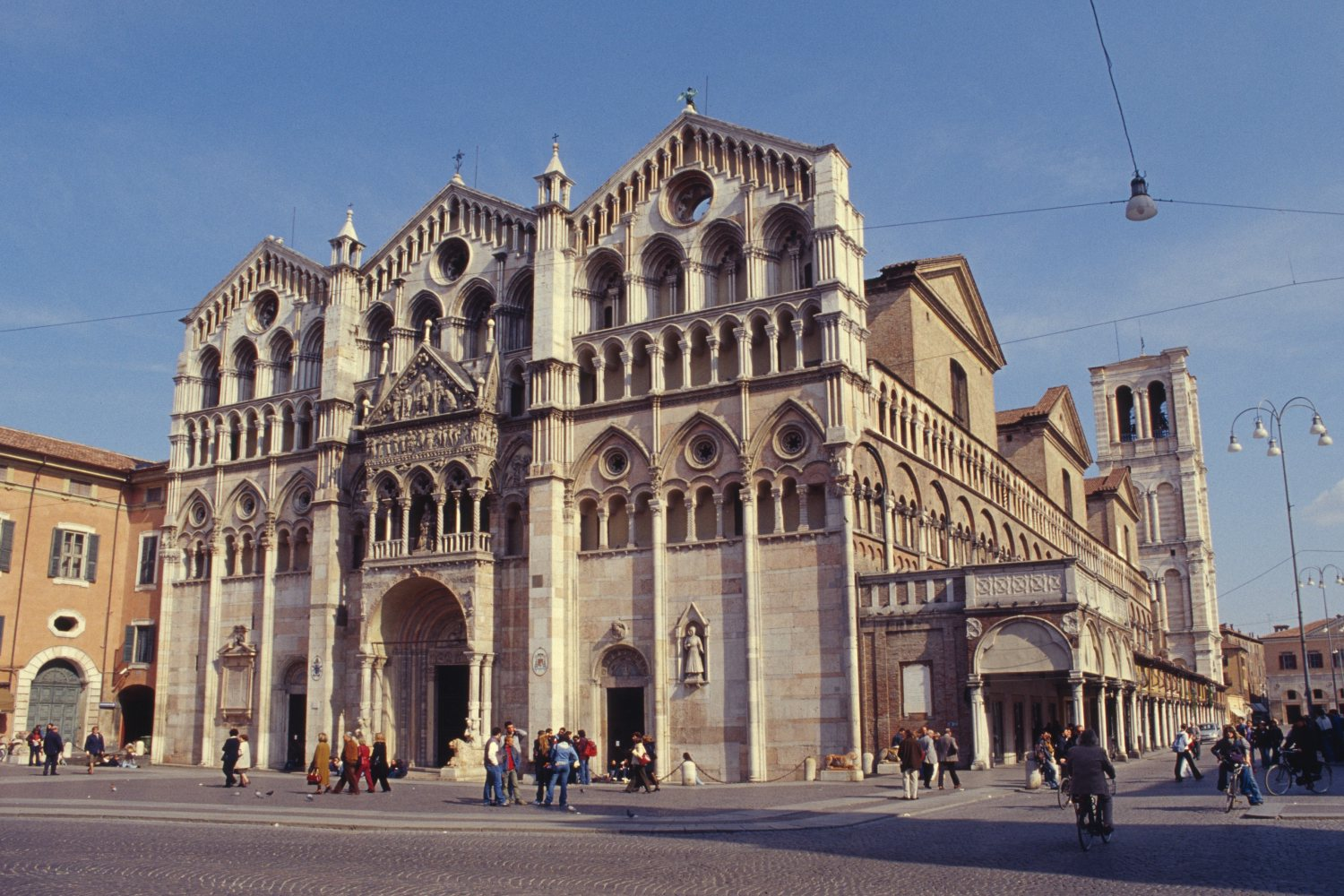
Kathedraal van Ferrara, waar Calcagnini kanunnik was

Calcagnini werd geboren op 17 september 1479 als zoon van protonotaris (kerkelijk hoogwaardigheidsbekleder) Calcagnini en Lucrezia Constantini, uit de adellijke familie Rovigo. Hij werd bij zijn vader thuis opgevoed, waar hij onder meer onderwijs in het Grieks kreeg. Vanaf de inval van Karel VIII in 1494, tot 1506 was hij in dienst van het leger van Ferrara, meestal in campagnes van keizer Maximiliaan I maar ook in die van paus Alexander VI. Van 1506 tot 1509 was hij secretaris van Alfonso I d'Este, hertog van Ferrara. Daarna werd hij benoemd in de leerstoel voor Griekse en Latijnse letterkunde aan de Universiteit van Ferrara. Deze positie bekleedde hij de rest van zijn leven.
In 1510 werd hij tot priester gewijd en kwam hij in dienst van de kanselarij van kardinaal Ippolito d'Este. Hij werd kanunnik van de kathedraal van Ferrara en verwierf de titel van apostolisch protonotaris. Als gezant van Ippolito bezocht hij onder andere Venetië en Rome. Als diplomaat in de staf van de kardinaal nam hij deel aan een missie van anderhalf jaar naar Hongarije. In Hongarije ontmoette hij de wiskundige Jakob Ziegler, met wie hij in de jaren daarna een correspondentie zou onderhouden. In juni 1519 vertegenwoordigde hij de kardinaal in Frankfurt bij de verkiezing van Karel V tot keizer van het Heilige Roomse Rijk.
In 1520 keerde hij terug naar Ferrara, waar hij, na de dood van Ippolito d'Este, de draad van zijn hoogleraarschap weer oppakte. Hij bestudeerde uitgebreid de Naturalis historia van Plinius, en vertaalde klassieke geschriften. Daarnaast besteedde hij veel tijd aan het op schrift stellen van zijn ideeën over filosofische, theologische en wetenschappelijke vraagstukken. Daaronder correspondentie over de scheidingskwestie van Hendrik VIII, en essays over de leer van Luther. Verder schreef hij kritieken over Cicero, en met name diens navolgers, en wetenschappelijke stukken, waaronder de verdediging van de stelling dat de aarde beweegt en de zon een vaste plek heeft.
Calcagnini was ook leraar van Clément Marot en werd geroemd door Erasmus in Ciceronianus. Hij stierf in 1541 in Ferrara en ligt begraven in het dominicaanse klooster, waaraan hij ook zijn kostbare bibliotheek van 1249 boeken naliet. Zijn eigen manuscripten gaf hij aan hertog Ercole II d'Este, die ze op zijn eigen kosten in 1544 liet drukken in Bazel.

## Kritiek op Luther
Calcagnini nam, als een van de leiders van het intellectuele debat in Ferrara, krachtig stelling tegen de ideeën van Luther. Hij schreef daarover in 1525 het essay De libero animi motu, geïnspireerd door Erasmus' De libero arbitrio, en gepubliceerd op aandringen van Erasmus zelf. Hij valt Luther met name aan op zijn doctrine over predestinatie en stelt daar het humanistische gedachtegoed van Erasmus tegenover, aangaande de vrijheid van de mens.

## Cicero-kritieken
In 1532 schreef Giovanni Battista Giraldi, een van zijn studenten, een boekje Epistola super imitationem inzake het navolgen van Cicero en andere klassieke schrijvers, en vroeg Calcagnini om zijn mening. In een antwoord stelde Calcagnini in het boekje De imitatione dat "iedereen met zijn eigen geest moest denken." In 1536 gaf hij daar nog een vervolg aan met Disquisitiones aliquot in libros officiorum Ciceronis. De kritiek van Calcagnini richtte zich vooral tegen de imitators; op Cidero's werk had hij slechts mild commentaar. Het debat werd pas heviger na Calcagnini's dood, toen Marcantonius Majoragius in 1543 zijn In Decisionibus XXV quibus M. Tul. Ciceronem ab omnibus Celii Calcagnini criminationibus liberat publiceerde, wat een heftige aanval op Calcagnini's werk inhield. Giraldi volgde Calcagnini uiteindelijk op aan de Universiteit van Ferrara.

## Scheiding Hendrik VIII
In de kwestie tussen paus Clemens VII en Hendrik VIII van Engeland over de scheiding van die laatste werd hij rond 1530 geraadpleegd door Richard Croke. Croke was in Italië om gunstige meningen voor de scheiding te verzamelen onder kerkelijke rechtsgeleerden. De kwestie kreeg een scherp randje toen Ercole II d'Este opriep om zich voor de scheiding uit te spreken, vooral omdat de paus tegen was en de hertog met hem in onmin leefde. Daarnaast moest rekening worden gehouden met de tegenstand van Karel V. Calcagnini heeft wel zijn argumenten voor de scheiding gegeven maar zich niet voor een daadwerkelijke scheiding uitgesproken.

## Theorie over het zonnestelsel
Onder tijdgenoten had Calcagnini een reputatie als astronoom. Hij schreef onder andere over de aardrotatie. Volgens verschillende bronnen heeft hij Copernicus in Ferrara ontmoet aan het begin van de 16e eeuw maar ten tijde van Copernicus' verblijf in Ferrara verkeerde Calcagnini in dienst van het leger elders, wat een ontmoeting zeer onwaarschijnlijk maakt. Zijn Quod caelum stet, terra moveatur (Dat de hemel stilstaat maar de aarde beweegt) is een voorloper van De revolutionibus orbium coelestium van Copernicus, en wordt gedateerd tussen 1518 en uiterlijk 1524. Het verscheen in druk in 1544 in Bazel, een jaar na Copernicus' werk.
In Quod caelum stet begint hij met de constatering dat onze zintuigen ons kunnen bedriegen, en dat het zien van een beweging hooguit iets zegt over een relatieve beweging maar niet over wat er beweegt. Hij zegt dan dat het belangrijker is om op rede te vertrouwen. Volgens hem zijn de hemel en de sterren dichter bij god, die onveranderlijk is, en de aarde verder weg daarvan. Verder is beweging voor de aarde natuurlijker omdat ook op aarde alles steeds aan verandering onderhevig is. Daarnaast bevindt de aarde zich volgens hem in het centrum van het universum, en kan niet van zijn plaats komen. De enige manier waarop de aarde kan bewegen is door te draaien, waarbij het centrum van massa op z'n plaats blijft. Tot slot zegt hij dat alle beweging het gevolg is van massa en dat de hemel niet kan bewegen omdat die niets weegt. Aan het eind haalt hij Nicolaas van Cusa aan die ook al had beweerd dat de aarde niet stilstaat. Calcagnini geeft echter een preciezere beschrijving en zegt dat de aarde van west naar oost draait. Met behulp van het voorbeeld van een balans waarop gewichten verplaatst kunnen worden, legt hij een verband met de tollende beweging die de aardas maakt, volgens hem doordat de wind en de rivieren de massa van de aarde continu herverdelen, waardoor ook de exacte positie van het zwaartepunt verandert. Met de moderne kennis is duidelijk dat de meeste argumenten niet steekhouden. Wat belangrijk is aan Calcagnini's bijdrage is dat hij de mogelijkheid zag van een draaiende aarde en dat hij die mogelijkheid met logische argumenten trachtte te onderbouwen.

## Werk
- Opera aliquot, Basel, 1544
- Epistolarum criticarum et familiarum libri XVI, Amberg, 1608